# Montebello sul Sangro
Montebello sul Sangro – miejscowość i gmina we Włoszech, w regionie Abruzja, w prowincji Chieti.
Według danych na rok 2004 gminę zamieszkiwało 125 osób, 25 os./km².